# Александр (Синяков)
Иеромона́х Алекса́ндр (в миру Дми́трий Игна́тьевич Синяко́в; 24 октября 1981, посёлок Новокумский, Левокумский район, Ставропольский край) — иеромонах Русской православной церкви, ректор Русской духовной семинарии в Париже (2008—2024). В семинарии преподаёт догматическое богословие и греческий язык.
Переводчик православной литературы на французский язык. Свободно владеет французским, английским, немецким и греческим языками.

## Биография
Родился в посёлке Новокумском Ставропольского края в старообрядческой семье казаков-некрасовцев, репатриировавшихся из Турции. В автобиографии Александр Синяков пишет: «внук неграмотных казаков, я был отрезан от своих корней педагогами советской школы, которые побуждали меня краснеть от моего происхождения». В июне 1997 года окончил с золотой медалью полную среднюю школу.
С 1997 по 1998 год состоял в братии Свято-Троицкого Ипатьевского мужского монастыря города Костромы. В период пребывания там познакомился с деятельностью культурного центра аббатства Сильванес.
В 1998—2001 годах обучался в Тулузском католическом университете на факультете богословия, а также одновременно в Сергиевском православном богословском институте в Париже. С 2001 по 2002 годы обучался одновременно на факультете филологии Парижского университета Сорбонна и в Сергиевском богословском институте.
В интервью газете «Lа Croix» сказал: «Я приехал во Францию, чтобы узнать католичество и быть способным для экуменического диалога. Перед отъездом я немного опасался католиков, которые представляются у нас в России папистами-идолопоклонниками, представителями декадентского Запада. Следовательно, я решил не общаться с ними в таинствах. Но, после общения с профессорами факультета теологии я полностью изменил свое мнение о них. Они открыты намного больше, чем преподаватели православных семинарий, которые строго придерживаются традиций (являются большими традиционалистами). Например, я знаю, что молодые французские католики, которые хотят делать то же, что и я, в России не были приняты в семинарии: чтобы поступить, они должны были объявить себя православными. В конечном счете, я причащаюсь с католиками, сохраняя свои православные убеждения».
В июне 2002 году защитил магистерскую диссертацию в Свято-Сергиевском институте под руководством профессора Николая Лосского на тему «Экклесиологическая оценка схизматических сообществ в соборных документах Русской православной церкви».
С сентября 2002 года трудился в представительстве Русской православной церкви при европейских международных организациях в Брюсселе, созданном решением Священного синода в июле 2002 года.
В июне 2003 года защитил магистерскую диссертацию на кафедре истории древних и средневековых обществ Практической школы высших исследований при Сорбонне на тему «Влияние учения святителя Григория Богослова на христологические споры от Халкидонского до второго Константинопольского Соборов».
12 сентября 2003 года в Венском Никольском соборе пострижен в мантию епископом Венским и Австрийским Иларионом (Алфеевым) с наречением имени Александр в честь святителя Александра, архиепископа Константинопольского. 14 сентября епископом Иларионом там же рукоположён в диаконы. 14 ноября 2004 года епископом Иларионом рукоположён в сан иеромонаха.
С 2004 по 2006 год преподавал историю Церкви в Университете Париж IV — Сорбонна.
На Пасху 2005 года архиепископом Брюссельским и Бельгийским Симоном (Ишуниным) награждён правом ношения набедренника.
17 июля 2006 года решением Священного синода освобождён от должности клирика Троицкого храма в Брюсселе, Бельгия, и направлен в распоряжение архиепископа Корсунского Иннокентия (Васильева) для назначения на должность секретаря Корсунской епархии по связям с прессой, общественностью и религиозными организациями, с сохранением в должности сотрудника представительства Русской православной церкви при европейских международных организациях в Брюсселе. Был также главным редактором франкоязычного издания — епархиального «Вестника Русской Православной Церкви».
На Пасху 2008 года архиепископом Корсунским Иннокентием (Васильевым) награждён наперсным крестом.
15 апреля 2008 года решением Священного синода назначен ректором созданной тогда же Русской духовной семинарии в Париже.
В январе 2009 года был участником Поместного собора Русской православной церкви от Корсунской епархии.
В декабре 2010 года защитил докторскую диссертацию на тему «Влияние св. Григория Богослова на христологические споры, от Льва Римского до Максима Исповедника» в Парижском университете Сорбонна и был удостоен учёной степени доктора философии.
В 2011 года награждён правом ношения палицы.
3 ноября 2013 года в Таврическом дворце Санкт-Петербурга принял участие в работе VII ассамблеи русского мира
В 2016 году создал небольшой приют для лошадей и ослов. Приют расположен в Сарте.
Осенью 2017 года в парижском издательстве Salvator вышла его автобиографическая книга «Как молния исходит от востока» (фр. Comme l'éclair part de l’Orient), которая в 2018 года была удостоена премии «Панорама» за лучшую книгу о духовности и переведена на итальянский язык.
В 2019 году выпустил книгу о животных под названием «Развяжите их и приведите ко мне» (фр. Détachez-les et amenez-les moi), удостоенную в том же году премии премии «Goncourt des animaux», которая ежегодно награждает роман или эссе, в котором животное находится в центре внимания.
27 декабря 2024 года решением Священного Синода РПЦ освобождён от должности ректора Образовательного центра преподобной Женевьевы Парижской с выражением благодарности за понесённые труды.

## Сочинения
Переводы на французский язык
- " Un hiver œcuménique " par le hiéromoine Alexandre (Siniakov) // orthodoxie.com, 16 mars 2006
- Recueil des constitutions et décrets du Concile de Moscou de 1917—1918 // Hyacinthe Destivelle, Le concile de Moscou (1917—1918), Paris : Cerf (Cogitatio fidei n° 246), 2006. — p. 283—475 (совместно с Иакинфом Дестивелем)
- Métropolite Cyrille de Smolensk, L’Évangile et la Liberté. Les valeurs de la Tradition dans la société laïque. Précédé d’un entretien avec le Frère Hyacinthe Destivelle, o.p. et le Hiéromoine Alexandre (Siniakov). Traduction du russe et notes par Hyacinthe Destivelle et Alexandre Siniakov. Paris : Cerf, 2006. — 256 p. (совместно с Иакинфом Дестивелем)
- Hilarion Alfeyev, Le chantre de la Lumière. Introduction à la spiritualité de saint Grégoire de Nazianze. Traduit du russe par Alexandre Siniakov. Paris : Cerf, 2006. — 412 p.
- Les Fondements de la doctrine sociale de l’Église orthodoxe russe. Introduction par le Métropolite Cyrille de Smolensk et de Kaliningrad — Traduction du russe par Hyacinthe Destivelle, Alexandre Siniakov et Claire Jouniévy — Notes et intertitres par Hyacinthe et Alexandre Siniakov. Paris : Cerf, 2007. 194 p. (совместно с Иакинфом Дестивелем и Клэр Жуньеви)
- Hilarion Alfeyev, Le Nom grand et glorieux. La vénération du Nom de Dieu et la prière de Jésus dans la tradition orthodoxe. Traduit du russe par Claire Jouniévy, Alexandre Siniakov et André Louf. Paris : Cerf, 2007. — 330 p.
- Hilarion Alfeyev, Le mystère sacré de l’Église. Introduction à l’histoire et à la problématique des débats athonites sur la vénération du nom de Dieu. Traduit du russe par Claire Jounievy et Alexandre Siniakov, Fribourg : Academic Press, 2007. — 438 p. (Studia Œcumenica Friburgensia n° 47).
- Liturgie de saint Jacques, frère du Seigneur. Traduction française du P. Alexandre Siniakov. Épinay-sous-Sénart : Séminaire orthodoxe russe, 2013. — 80 p.
- Patriarche Cyrille de Moscou et de toute la Russie, La conversion au Royaume de Dieu. Méditations de Carême. Épinay-sous-Sénart: Éditions Sainte-Geneviève, 2014. — 320 p.

статьи
- La juridiction du patriarcat de Moscou sur son territoire canonique et en dehors de lui // Istina, LV, 2010 n° 2, 2010. — pp. 123–127
- La liberté religieuse en Europe du point de vue de l’Église orthodoxe russe // Le christianisme aura-t-il encore sa place en Europe. Actes du colloque de l’Aide à l’Église en détresse, Paris, AED, 2011. — p. 35-50
- La mystagogie dans l’Eglise orthodoxe d’aujourd’hui // Connaissance des Pères de l’Eglise, n° 126, juin 2012. — pp. 91–100
- Ипостась в учении святителя Григория Богослова // bogoslov.ru, 1 марта 2013
- Le Christ dans la liturgie byzantine // M. A. VANNIER (dir.), La christologie et la Trinité chez les Pères, Paris : Cerf, 2013. — pp. 107–118
- La christologie de Grégoire de Nazianze // Connaissance des Pères de l’Église, n° 134, juin 2014. — pp. 28–46
- Некоторые особенности христологии в византийской гимнографии // Ипатьевский вестник. Научно-богословский журнал. 2015. — № 3. — Кострома: Костромская православная духовная семинария, 2015. — 344 с. — С. 67-78
- La folie de Dieu. Aux sources communes de la foi des chrétiens d’Orient et d’Occident // J. EHRET, R. SCHMIT, Ne nous laissons pas voler l’espérance, Luxembourg, 2015, pp. 59–72
- Patristique et dialogue entre chrétiens. Expérience des chrétiens orthodoxes // Connaissance des Pères de l’Église, n° 140, décembre 2015. — pp. 19–24
- О каноническом устройстве православной диаспоры // bogoslov.ru, 12 февраля 2016
- Les défis du dialogue entre chrétiens. Point de vue de l’Église orthodoxe russe // Michel Mallèvre (dir.), L’unité des chrétiens. Pourquoi ? Pour quoi ? Paris : Cerf, 2016, pp. 85–91
- L’Église orthodoxe russe et la défense de la dignité de la personne // Valentine Zuber (dir.), La liberté religieuse, Paris : Van Dieren, 2017. — pp. 111–120
- Patristique et dialogue entre chrétiens. Expérience des chrétiens orthodoxes russes // Marie-Anne Vannier (dir.), Renouveau patristique et œcuménisme, Paris : Beauchesne, 2017. — pp. 51–58.
- La réception du concile de Moscou en Russie // Contacts, n° 263, juillet-septembre 2018. — pp. 367–374

книги
- Реймсское славянское Евангелие. Новое факсимильное издание с комментариями. Париж: Éditions Sainte-Geneviève, 2017
- Comme l'éclair part de l’Orient. — Salvator, 2017. — 196 p. — ISBN 9782706714306.
- Détachez-les et amenez-les moi!. — Paris: Fayard, 2019. — 200 p. — (Documents). — ISBN 978-2213712475.

интервью
- А. Синяков: «Церковь может помочь преодолеть идеологический раскол» // inosmi.ru, 24.08.2009
- Иеромонах Александр (Синяков): Одна из целей Парижской семинарии — свидетельствовать о православии западному обществу // blagovest-info.ru, 19 февраля 2010
- Иеромонах Александр (Синяков) о Православной духовной семинарии в Париже // spbda.ru, 23 октября 2011
- Иеромонах Александр (Синяков): В Русской семинарии в Париже совмещаются светское и духовное образование // patriarchia.ru, 18 октября 2011
- «Я не переживаю по поводу трудоустройства наших семинаристов» // bogoslov.ru, 13 ноября 2012
- Russie : le plus grand obstacle à l’unité, c’est «l’ignorance», diagnostic du p. Siniakov // zenit.org, 22 августа 2017